# フレデリック・トレンチ (第2代アシュタウン男爵)
第2代アシュタウン男爵フレデリック・メイソン・トレンチ（英語: Frederick Mason Trench, 2nd Baron Ashtown、1804年12月25日 – 1880年9月12日）は、アイルランドの地主、貴族。

## 生涯
フランシス・トレンチ（Francis Trench、1757年ごろ – 1829年11月）と妻メアリー（Mary、旧姓メイソン（Mason）、ヘンリー・メイソンの次女）の息子として、1804年12月25日にティペラリー県のソップウェル・ホール（Sopwell Hall）で生まれた。サウサンプトンの学校に通った後、1823年6月28日にケンブリッジ大学トリニティ・カレッジに入学した。
1840年、ゴールウェイ県長官を務めた。同年5月1日に伯父にあたる初代アシュタウン男爵フレデリック・トレンチが死去すると、アシュタウン男爵位の特別残余権（special remainder）に基づき爵位を継承したが、爵位継承が正式に認められたのは1855年7月12日のことだった。
ゴールウェイ県長官以外では同県の治安判事と副統監も歴任した。
1876年時点でリムリック県に11,273エーカー、ウォーターフォード県に9,435エーカー、ゴールウェイ県に8,310エーカー、ティペラリー県に4,526エーカー、キングス・カウンティ（現オファリー県）に2,780エーカー、ロスコモン県に841エーカー、ダブリン県に50エーカー、ウェストミーズ県に42エーカーの領地を所有する地主であり、これらの領地は合計で年収15,918ポンド相当だった。
1880年9月12日にリムリック県クロノドフォイで死去、17日にゴールウェイ県ウッドローンで埋葬された。息子フレデリック・シドニー・チャールズに先立たれたため、孫フレデリック・オリヴァーが爵位を継承した。

## 家族
1831年8月29日、ハリエット・ジョージアナ・コスビー（Harriet Georgiana Cosby、1811年ごろ – 1845年2月25日、トマス・コスビーの末娘）と結婚、2男2女をもうけた。
- シャーロット・エリザベス（1854年12月19日没[4]）
- フレデリック・シドニー・チャールズ（1839年4月18日 – 1879年3月2日） - 1867年4月30日、アン・ル・プア・トレンチ（Anne Le Poer Trench、1924年3月12日没、第3代クランカーティ伯爵ウィリアム・ル・プア・トレンチの娘）と結婚、子供あり。第3代アシュタウン男爵フレデリック・オリヴァー・トレンチ（英語版）の父[4]
- コスビー・ゴドルフィン（英語版）（1844年1月6日 – 1925年12月9日） - 1873年6月19日、マリア・マスグレイヴ（Maria Musgrave、1938年11月4日没、第4代準男爵サー・リチャード・マスグレイヴの娘）と結婚、子供あり[4]
- ハリエット・メアリー（Hariette Mary、1884年7月16日没） - 1883年2月6日、フレデリック・ル・プア・トレンチ閣下（Hon. Frederick Le Poer Trench、1913年12月17日没、第3代クランカーティ伯爵ウィリアム・ル・プア・トレンチの息子）と結婚[4]

1852年2月10日、エリザベス・ガスコイン（Elizabeth Gascoigne、1893年2月23日没、リチャード・オリヴァー・ガスコインの娘）と再婚した。